# Demet Akalın
Demet Akalın (Gölcük, 23 aprile 1972) è una cantante, attrice, personaggio televisivo ed ex modella turca.

## Biografia
Akalın, originaria di Gölcük, ha ottenuto la sua prima certificazione d'oro dalla MÜ-YAP per le 147 000 copie vendute col quarto album in studio Kusursuz 19 (2006). Lo stesso disco contiene il successo numero uno Afedersin e Aşkın açamadığı kapı, riconosciuto con il premio Kral TV Video Müzik alla canzone dell'anno. Dans et, messo in commercio nel marzo 2008, è stato certificato anch'esso oro dalla MÜ-YAP dopo aver accumulato nel corso dell'anno 128 000 esemplari. La traccia Mucize ha goduto di ottimo successo radiofonico, diventando la seconda dell'artista a finire in cima alla Turkey Top 5 della Nielsen Music Control.
Gli LP Zirve (2010) e Giderli 16 (2012) hanno registrato rispettivamente 83 000 e 69 993 vendite nel loro anno di pubblicazione. Gli album successivi Rekor (2014) Pırlanta (2015) sono stati più fortunati, raccogliendone 89 971 e 105 000.
Il decimo disco di inediti, dal titolo Rakipsiz (2016), ha totalizzato oltre 70 000 copie durante l'anno. Tre anni dopo ha fatto ritorno sulle scene musicali col suo album più recente, Ateş.
Nel luglio 2025 ha conseguito la sua prima numero uno nella Turkey Songs con Yerinde dur (2025), un duetto con Sefo; si tratta inoltre della sua prima entrata nella Ö3 Austria Top 40.

## Discografia

### Album in studio
- 1996 – Sebebim
- 2003 – Unuttum
- 2004 – Banane
- 2006 – Kusursuz 19
- 2008 – Dans et
- 2010 – Zirve
- 2012 – Giderli 16
- 2014 – Rekor
- 2015 – Pırlanta
- 2016 – Rakipsiz
- 2019 – Ateş

### EP
- 2011 – Aşk
- 2024 – D-Pop

### Raccolte
- 2013 – Özel koleksiyon

### Singoli
- 2007 – Tatil
- 2009 – Toz pembe
- 2011 – Yanan ateşi söndürdük (con Fettah Can)
- 2014 – Nefsi müdafaa (feat. Gökhan Özen)
- 2017 – Çeşm-i siyahım (con Ahmet Aslan)
- 2018 – Canıma da değsin
- 2020 – Ala (con Işın Karaca, Cansu Kurtçu e Deniz Seki)
- 2020 – Nostalji
- 2020 – Kahır
- 2021 – Bi daha bi daha
- 2022 – Yalan (con Sinan Akçıl)
- 2022 – Bensiz olsun
- 2022 – Çukur
- 2023 – Gidecek bir gün
- 2023 – Bana yolla
- 2024 – Cennet
- 2024 – Olacak olacak
- 2024 – Karıştırıcam o uykularını
- 2024 – Aferin bana
- 2024 – Büyük oyun (con Ersay Üner)
- 2024 – Yerine sevemem
- 2025 – Affetmedim kendimi
- 2025 – Yalan mı
- 2025 – Yerinde dur (con Sefo oppure feat. Amo & Aymen)

## Filmografia

### Cinema
- Günlerden Pazar, regia di Avni Kütükoğlu (1992)
- Sensiz Olmaz, regia di Kaya Ererez (1994)
- Tele Anahtar, regia di Artun Yeres (1994)
- Osman Pazarlama, regia di Togan Gökbakar (2016)

### Televisione
- Sibel – serie TV (1998)